# Mione
Mione (in friulano Mion) è una frazione di 130 abitanti del comune di Ovaro (UD), nel Canale di Gorto che fa parte della Carnia. Sorge a 710 m s.l.m. a mezzacosta del monte Col Gentile alla destra del torrente Degano.

## Storia
Le prime notizie scritte risalgono al 15 giugno 1185 quando Odolrico detto Gusetto, Strabo e Vecellone genero di Giovanni da Mione ebbero delle concessioni da parte di Domenico abate di Moggio. Fino al 1871 è stato comune autonomo.

## Monumenti e luoghi d'interesse

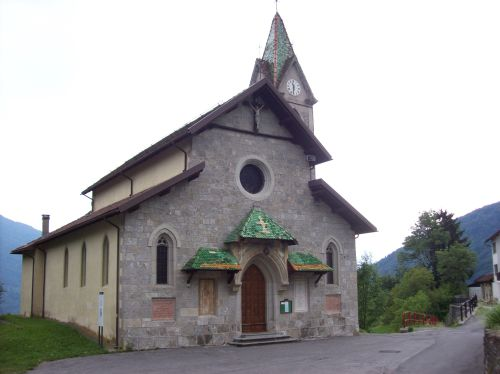
Chiesa di Sant'Antonio Abate

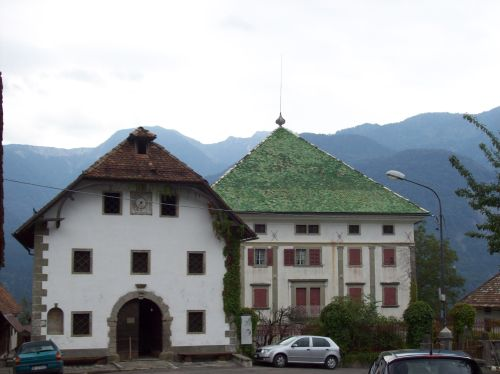
Palazzo Micoli Toscano e fienile settecentesco

In paese si trova la chiesa di Sant'Antonio Abate, con il coro trecentesco affrescato nel Cinquecento del pittore Pietro Fuluto. La navata è stata ingrandita negli anni venti e la chiesa restaurata dopo il terremoto del 1976. La chiesa di Mione viene menzionata per la prima volta il 26 luglio 1382 quando Odorico del fu Guargendo di Mione concedeva dei benefici alla chiesa stessa.
Nel paese si trova anche il palazzo Micoli Toscano (detto anche palazzo delle cento finestre) con accanto il settecentesco fienile detto il stalon.
Altro luogo d'interesse per tradizione popolare è la Cà Gioiosa, gestita dalla parrocchia della comunità di S.Pio X di Udine, essa ospita gruppi in vacanza di ogni genere.
All'esperienza del gruppo giovanile di San Pio X (quasi 500 ragazzi hanno frequentato la Ca' Gioiosa in occasione dei campi estivi ed invernali fra il 1977 e il 1996) è dedicato anche un sito.
Da Mione sale una pista forestale (la Stentaria) fino in località Passo della Forcella (Insomp il Crist) e da lì si scende a Lateis (comune di Sauris), oppure si prende il sentiero fino al Col Gentile (2076 m s.l.m.).
A Mione è inoltre presente la casa natale di un Cardinale.

## Società

### Tradizioni e folclore
A Mione si pratica ancora il trai das cidules. Il rito consiste nel lancio di rotelle di legno infuocate. A Mione si svolge la sera del 16 gennaio, vigilia della festa di Sant'Antonio. I giovani maggiorenni del paese salgono su un'altura e, dopo avere acceso il fuoco, lanciano nella notte le cidules accompagnate da una raganiza (frasi melodiche ritmate) dedicata ad ogni nubile e ad ogni celibe del paese e ai loro eventuali amori.
Un'altra tradizione importante nella cultura mionese è la benedizione dei fiori, rito svolto nell'ultima domenica di giugno.

## Toponomastica
Nel territorio di Mione esistono tre montagne: la mont da Mion (sopra il paese fino a Insomp il Crist), la mont di Mieç (tra i torrenti Miozza e Riù d'Arcja e fino alla cima del Col gentile) e la Mont di Prences (sulla destra orografica della Miozza fino al monte Navidrugn).
I toponimi più importanti della zona di Mione sono:
Nelle vicinanze del centro abitato: Trament, Sot il Bencul, Sorasines, Glèria, Ravièsties, Sot Cjàses, Sot il Palàç, Brovalàns, Torcjalìns, Fusies, Pala, Somp Pala, Cjampòn.
Sulla Mont da Mion: Pûr, Bèncul, Ramacjèu, Vièltres, Fontana dal Neri, Clapêt, Cjadìns di Davasta, Saltèl, Mudàndes, Bleòns, Picêt, Puscherònes, Jèrbes da Mont, Naêris, Lunòns, Cjèbia, Fontana, Malvàndies, Codes, Busanèces, Sprùc di Anùta, Propolòmp, Starpêt, Da pè dai Prâts.
Sulla Mont di Mieç: Valìnia.
Sulla Mont di Prences: Veràgnes, Cjanàia, Plans, Bosc Martìn.